# Gare de Druyes-les-Belles-Fontaines
Pour les articles homonymes, voir Gare de Fontaine.
La gare de Druyes-les-Belles-Fontaines est une gare ferroviaire française, fermée et désaffectée, de la ligne de Triguères à Surgy. Elle est située avenue de la Gare, sur le territoire de la commune de Druyes-les-Belles-Fontaines dans le département de l'Yonne. 
Mise en service en 1884 par la Compagnie des chemins de fer de Paris à Lyon et à la Méditerranée (PLM). Elle est fermée lors de l'arrêt du service des voyageurs de la ligne en 1938.

## Situation ferroviaire
Établie à 194 mètres d'altitude, la gare de Druyes-les-Belles-Fontaines est située au point kilométrique (PK) 207,3xx de la ligne de Triguères à Surgy, entre les gares de Lain - Thury, dont elle est séparée par le viaduc de Druyes-les-Belles-Fontaines, et d'Andryes,.

## Histoire
La gare de Druyes est mise en service le 17 avril 1884, par la Compagnie des chemins de fer de Paris à Lyon et à la Méditerranée (PLM), lorsqu'elle ouvre à l'exploitation sa ligne de ligne de Triguères à Surgy.

## Patrimoine ferroviaire
Le bâtiment voyageurs, réaffecté en habitation, est toujours présent sur le site.